# Allées du parc (Dijon)
Les Allées du Parc sont une voie et une promenade situé dans la commune française de Dijon, en Bourgogne. L'ensemble a été inscrit au titre des Monuments et des Sites par arrêté du 3 juin 1938.

## Situation et accès
Elles s’étendent sur environ un kilomètre et demi, depuis les deux pylônes de la porte des allées du Parc sur la place du Président-Wilson jusqu'au parc de la Colombière. 
Elles comprennent à la fois le cours du général de Gaulle et le cours du parc se séparant au milieu par le rond-point Edmond-Michelet.
Ces allées sont bordées de plusieurs bâtiments remarquables, notamment des villas bourgeoises et des hôtels particuliers mais également des immeubles modernes.

## Historique
Le cours la Reine (nom des Allées jusqu'à la révolution Française) a été créé au XVIIe siècle.
En 1671, la municipalité décide de tracer une grande avenue pour relier la ville depuis la porte Saint-Pierre (près de l’actuelle place Wilson) à l’entrée du parc de la Colombière, créé un an plus tôt sous l'impulsion du prince de Condé. Cette voie transforme le paysage et devient un lieu prestigieux. Louis XIV lui-même la considérait comme la « plus belle de mon royaume »[source insuffisante]. Pendant des siècles, les allées ont également accueilli fêtes et rassemblements populaires.
Jusqu’au XIXᵉ siècle, elles restent peu urbanisées. Tout change avec l’arrivée du chemin de fer en 1851 : Dijon se développe et des villas bourgeoises et hôtels particuliers voient le jour le long des allées.
Au XIXᵉ siècle, sous l’impulsion de Henry Darcy, hydraulicien dijonnais, des fontaines publiques de type fontaines Wallace ont été installées le long des Allées du Parc, dans le but d'améliorer l'approvisionnement en eau potable.
Un vélodrome fut construit dans les années 1890 et ferma ses portes en 1924 pour laisser place au stade nautique construit en 1949, rebaptisé depuis piscine du Carrousel.
Le rond-point Edmond-Michelet, autrefois agrémenté d'un jet d'eau, est réaménagé en 1923 pour accueillir le monument de la Victoire, œuvre des sculpteurs Paul Gasq, Eugène Piron, Dampt et Bouchard, sous la direction de l'architecte Drouhot.
En 1938, le site est classé monument historique. Reliant le centre-ville au parc de la Colombière, c'est un lieu touristique fréquenté de la ville.

## Évènements
La Foire gastronomique de Dijon, organisée à sa création en 1920 dans le centre historique, a très vite besoin de s'étendre pour faire face à l'afflux de visiteurs. Dès 1926 et pour treize ans, elle se tient sur la place Wilson, où un salon d'honneur est installé, et avant tout le long des allées du parc où une entrée monumentale utilisant la porte des allées accueille le visiteur, qui déambule ensuite entre les stands installés de part et d'autre des allées jusqu'au rond-point. De là, l'exposition se poursuit avec une foire agricole. Interrompue par la guerre, la foire ne se tiendra plus jamais à cet endroit. 
Quatre jours après la Libération de Dijon, le 15 septembre 1944, le général de Lattre de Tassigny, commandant l'Armée française du sud (ex-armée B et future 1re Armée) passe en revue sur le cours du Parc divers éléments FFL et FFI et procède à un dépôt de gerbe et une remise de décorations au monument au morts. Sont également présents les généraux de Monsabert, Touzet du Vigier commandant la 1re DB (Division blindée), Brosset à la tête de la 1re DFL (Division française libre), qui en rendant un hommage conjoint aux troupes militaires et de la résistance, souligne la volonté d'intégrer la Résistance dans les troupes combattantes,.
Aujourd'hui encore, les Allées du Parc accueillent chaque année plusieurs événements notables comme le Marathon des Grands Crus, des vide-greniers, des compétitions sportives ainsi que la cérémonie officielle et le défilé militaire du 14 Juillet.
En 2024, la sixième étape du Tour de France de Mâcon à Dijon se termine sur les allées par un sprint remporté par le néerlandais Dylan Groenewegen.

## Galerie

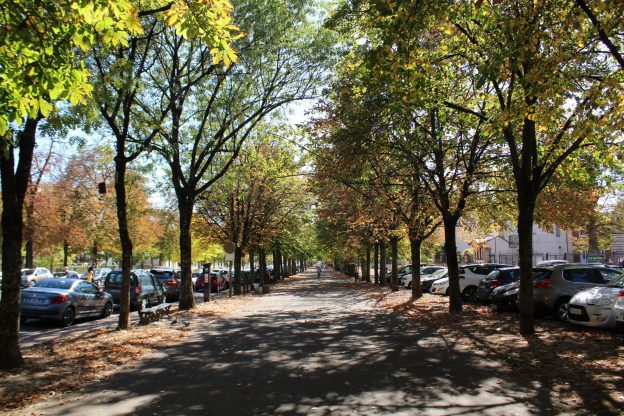
Allées du parc - est
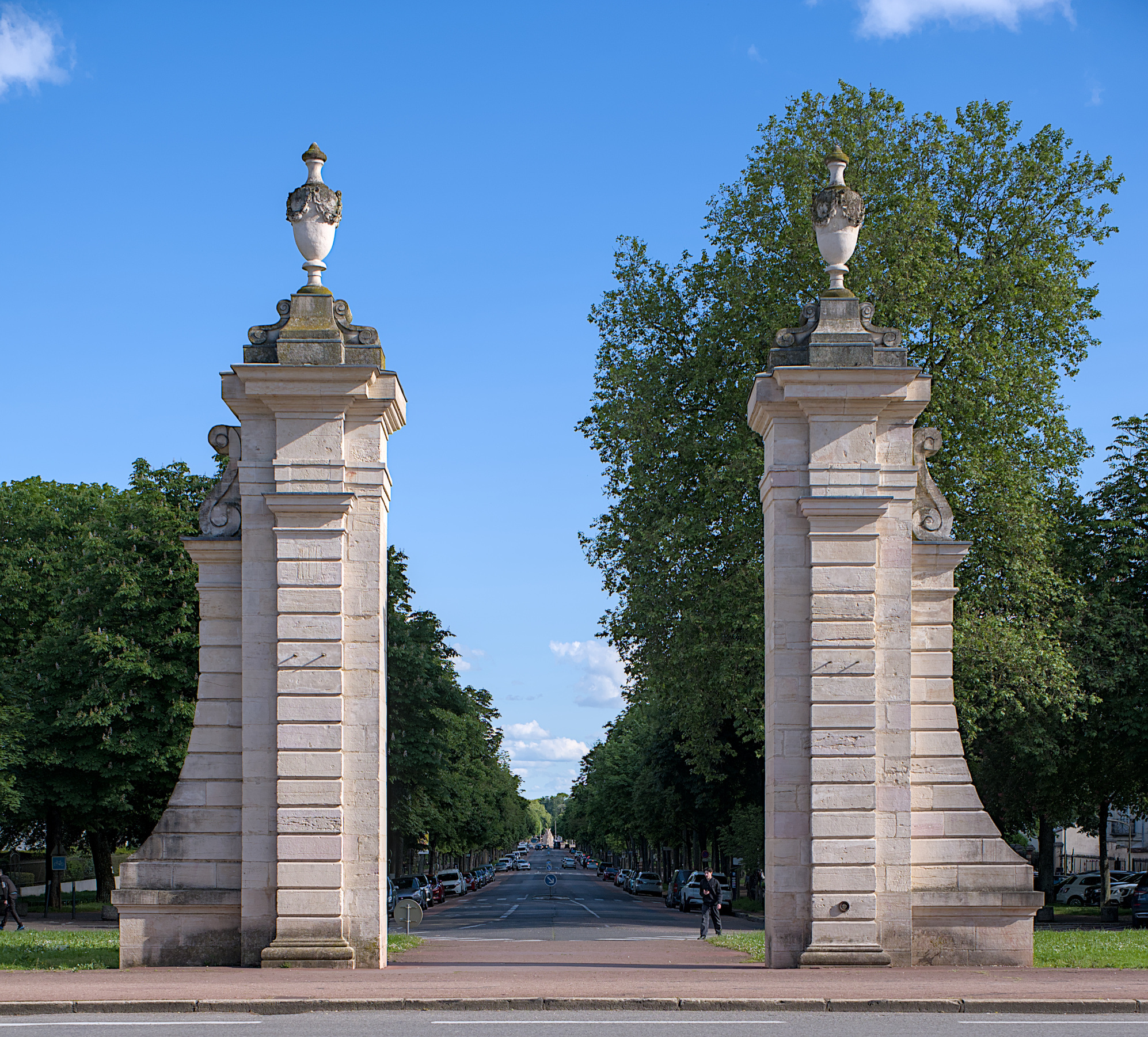
Porte des Allées du parc
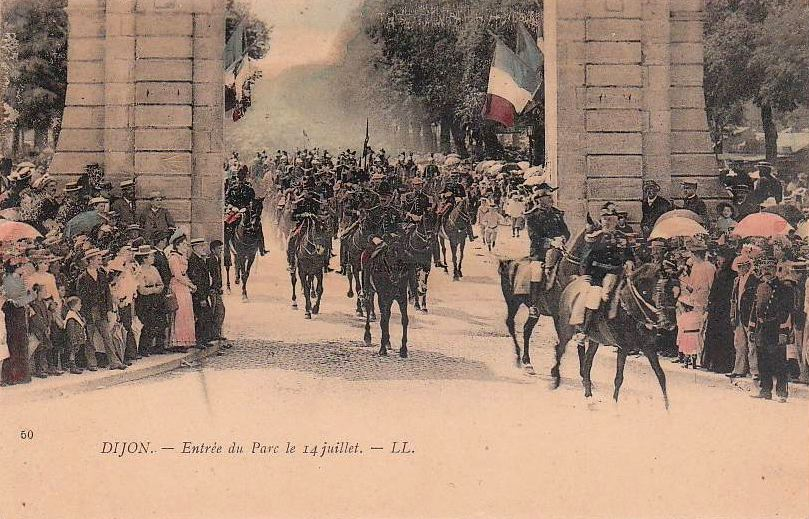
Les Allées du parc lors du défilé du 14 juillet 1900
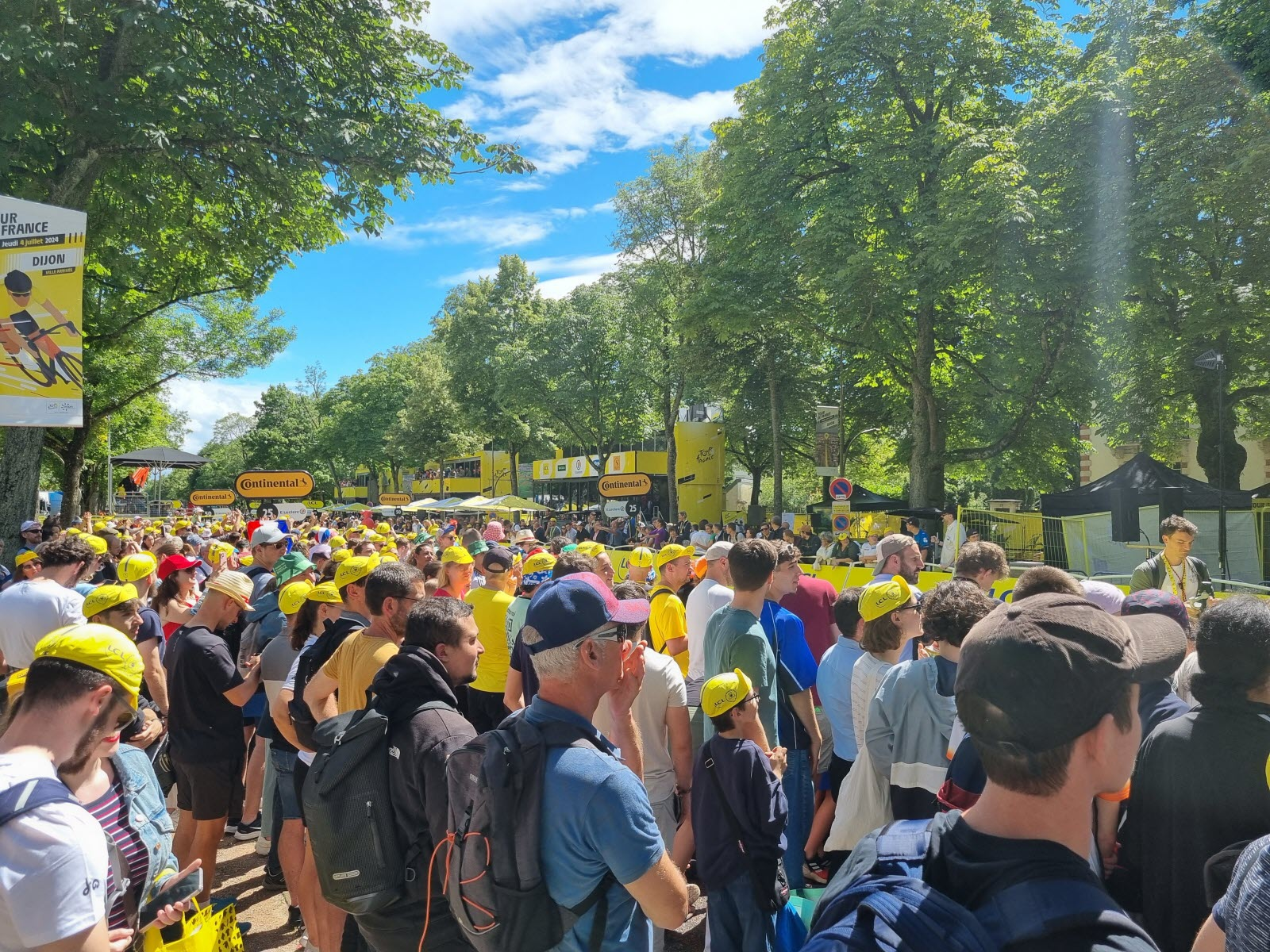
Tour de France 2024 - Dijon